# Asturien

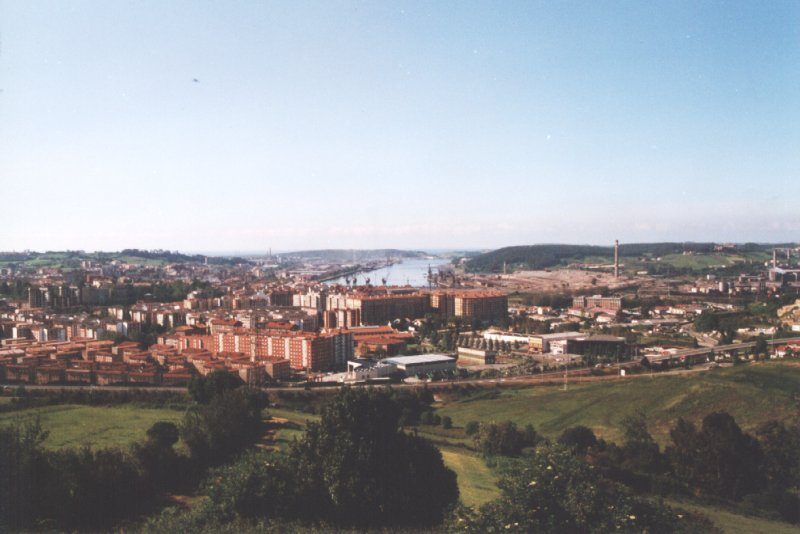
Hafen und Industrieanlagen in Avilés

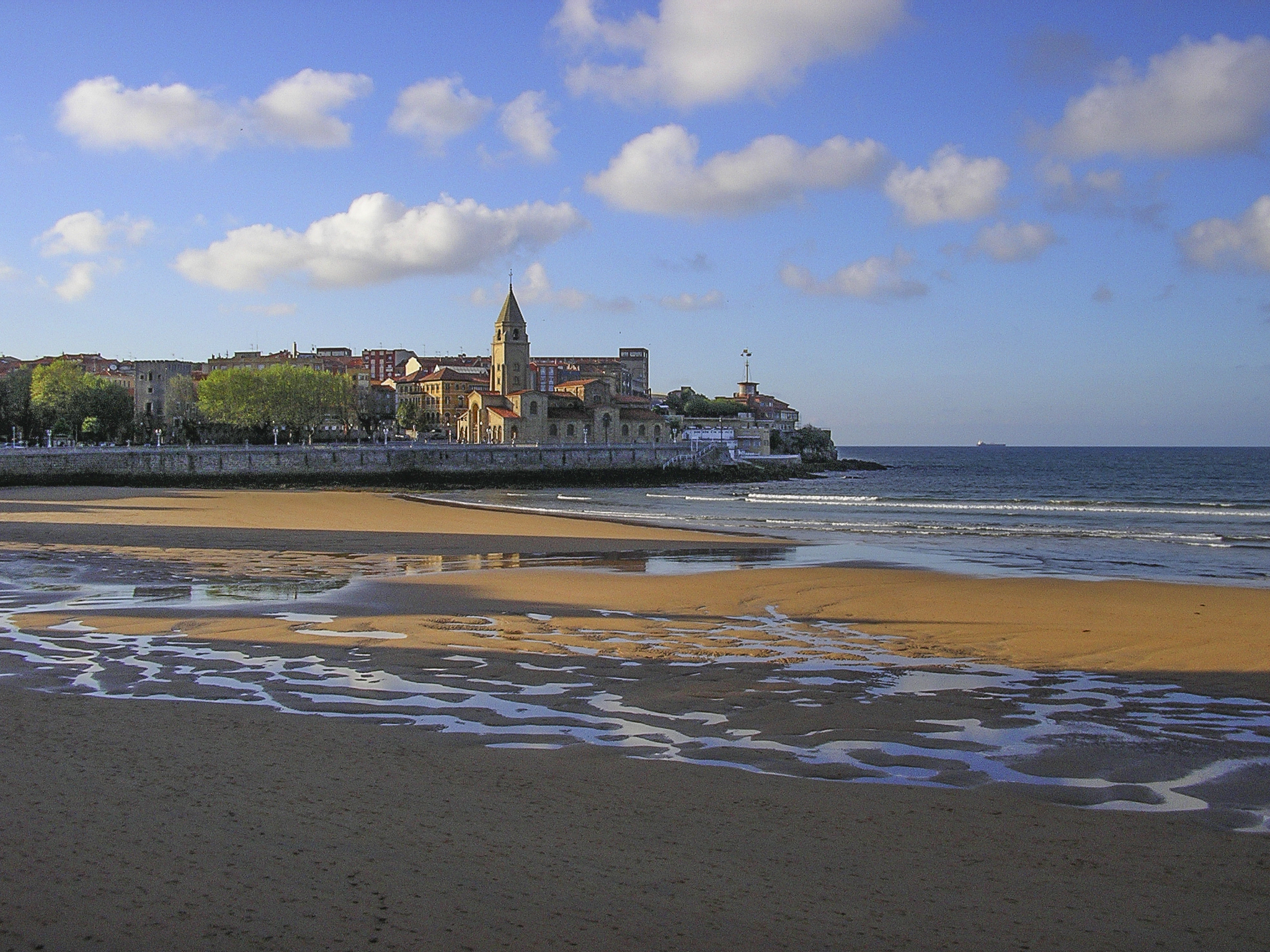
Küste bei Gijón

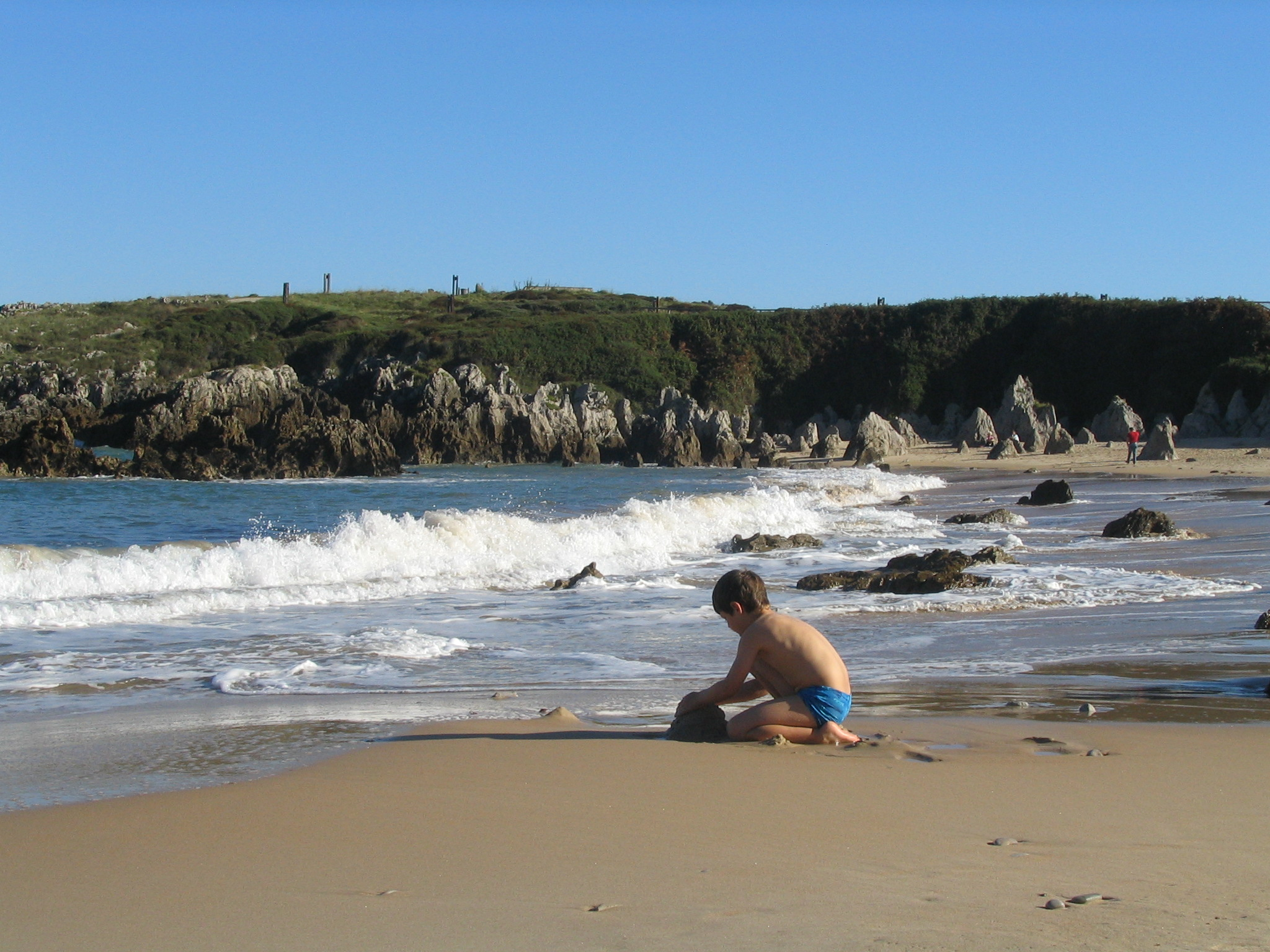
Playa de Toró bei Llanes

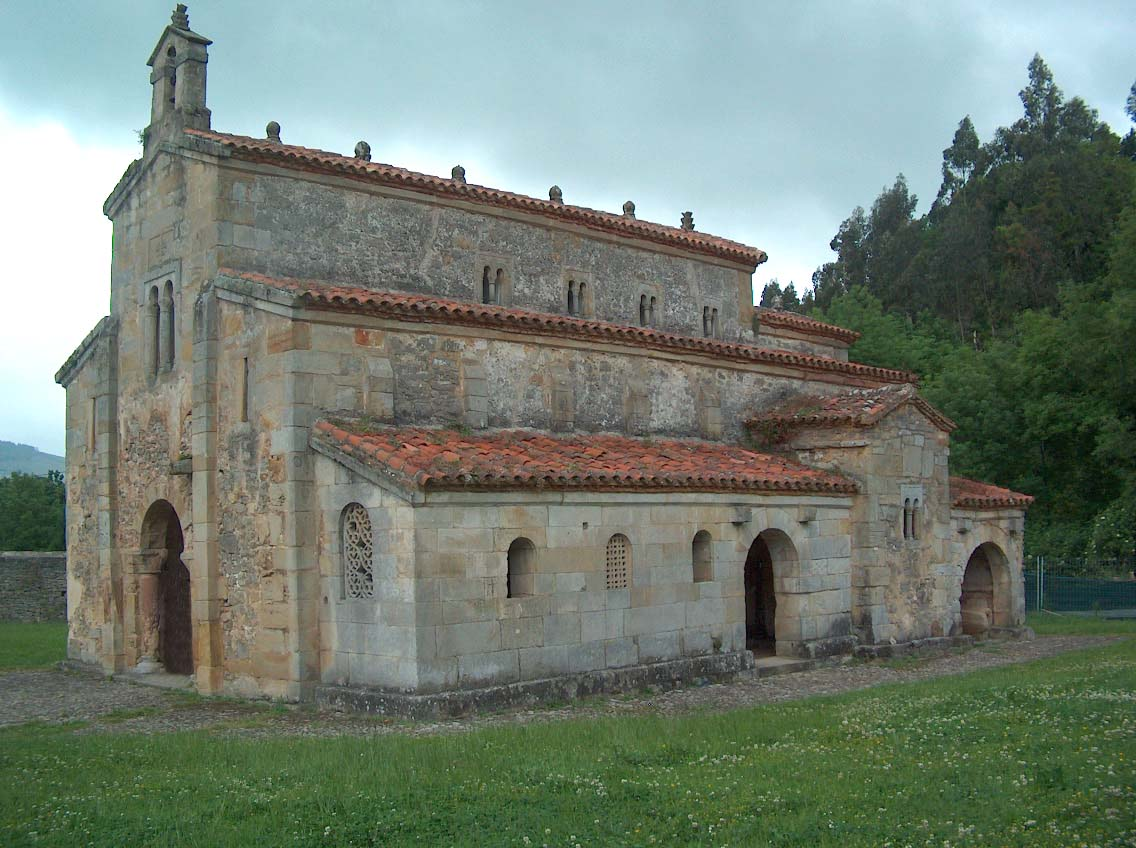
San Salvador de Valdediós, 10. Jh.

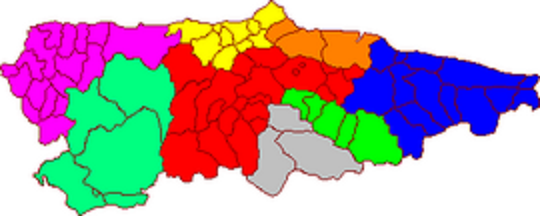
Karte der geplanten Verwaltungsgliederung

Asturien (spanisch Asturias; offiziell spanisch Principado de Asturias, asturisch Asturies, offiziell asturisch Principáu d’Asturies; deutsch Fürstentum Asturien) ist eine Autonome Gemeinschaft im Nordwesten Spaniens. Das Territorium der Autonomen Gemeinschaft ist identisch mit dem der Provinz Asturien (früher Provinz Oviedo). Die Hauptstadt ist Oviedo mit 220.543 Einwohnern (Stand: 2024).

## Geographie
Asturien erstreckt sich zwischen dem Kantabrischen Meer im Norden und dem Kantabrischen Gebirge im Süden. Politisch grenzt es im Westen an Galicien, im Süden an Kastilien und León und im Osten an Kantabrien. Die Küste nennt sich Costa Verde; hier befinden sich einige der schönsten Strände Spaniens.
In der ganzen Region herrscht ozeanisches Klima, das sich stark vom heißen und trockenen Klima in Zentral- und Südspanien unterscheidet. Das Landschaftsbild Asturiens ist daher von wesentlich mehr Grün bestimmt (España Verde, das „grüne Spanien“). Das Kantabrische Gebirge wirkt dabei als Klimascheide zum zentralspanischen Tafelland.

## Bevölkerung
Die Bevölkerung konzentriert sich in den Tälern des zentralen Landesteiles sowie an der Küste mit ihren urbanen Zentren Gijón und Avilés, während die Mittel- und Hochgebirgsregionen nur dünn besiedelt sind.

### Sprachen
Neben der Amtssprache Spanisch wird in Asturien auch das Asturische sowie in den westlichen Randgebieten längs der Grenze zu Galicien ein Übergangsdialekt von Asturisch und Galicisch gesprochen, das sogenannte Galicisch-Asturisch oder Eonaviego.

### Städte
Die größten Städte Asturiens sind die Hafenstadt Gijón (asturisch Xixón) mit 268.561  Einwohnern, die Hauptstadt Oviedo (asturisch Uviéu) mit 220.543 Einwohnern und die Industriestadt Avilés mit 75.351 Einwohnern (Stand: 2024).
| Gemeinde                   | Einwohner |
| -------------------------- | --------- |
| Gijón                      | 268.561   |
| Oviedo                     | 220.543   |
| Avilés                     | 75.351    |
| Siero                      | 52.593    |
| Langreo                    | 38.282    |
| Mieres                     | 36.132    |
| Castrillón                 | 22.124    |
| Corvera de Asturias        | 15.637    |
| San Martín del Rey Aurelio | 15.405    |
| Villaviciosa               | 15.342    |
| Llanera                    | 13.938    |
| Llanes                     | 13.549    |
| Laviana                    | 12.284    |
| Cangas del Narcea          | 11.421    |
| Valdés                     | 10.895    |
| Gozón                      | 10.405    |
| Lena                       | 10.259    |
| Carreño                    | 10.256    |

Kleinste Gemeinde ist Pesoz mit 135 Einwohnern.

### Historische Bevölkerungsentwicklung
Quelle: Municipal Register of Spain

## Geschichte
In der Region gibt es Höhlen mit steinzeitlichen Malereien, vor allem Tierdarstellungen, die mehr als 15.000 Jahre alt sind. Es wurden etwa 700 Dolmen gefunden. Die meisten haben die Jahrtausende nicht unversehrt überstanden, obwohl sie von Mámoas bedeckt waren.

### Iberer und Kelten
Die ersten festen Siedlungen werden den Iberern zugerechnet. Die Region bot Bodenschätze, insbesondere Gold, zu deren Förderung von der so genannten Castrokultur umwallte Orte gegründet wurden. Diese waren über lange Zeit (>1000 Jahre) bevölkert und werden heute ausgegraben.
Etwa 800 v. Chr. wurde die Region von keltischen Stämmen besiedelt. Diese errichteten befestigte Siedlungen wie das Castro de Coaña. Sie dürften ihren Lebensunterhalt unter anderem auch als Hirten bestritten haben.

### Römische Herrschaft
Ca. 25–19 v. Chr. wurde die Region ins Römische Reich eingegliedert. Doch die Asturer waren ebenso wie andere einheimische Völker rebellisch, was als Grund für die relativ späte Integration in den römischen Herrschaftsbereich angesehen werden kann. 
Nach dessen Zerfall wurde Asturien im 5. Jahrhundert Teil des Westgotenreichs.

### Mittelalter
Nach der Eroberung der Iberischen Halbinsel durch die Muslime (711–719) begann von Asturien aus der Widerstand der Christen, den  Pelayo (Pelagius) († 737) organisierte. Er wurde von seinen Anhängern zum König (oder Fürsten) gewählt und besiegte, vermutlich im Jahr 718 oder 722, eine Streitmacht des für die Region zuständigen muslimischen Statthalters in der legendären Schlacht von Covadonga. Dieser Erfolg wird als der Ausgangspunkt der Reconquista betrachtet.
Aus Pelayos Machtbereich entstand das Königreich Asturien, das nach Süden expandierte und 924 Teil des Königreiches León wurde. Nach wechselvollen Vereinigungen und Erbteilungen der nordspanischen Königreiche wurde Asturien 1230 dauerhaft mit dem Königreich Kastilien vereinigt. Der spanische Thronfolger trägt seit 1388 den Titel „Fürst von Asturien“ (Príncipe de Asturias).

### 19. Jahrhundert
Im 19. Jahrhundert wurde Asturien zusammen mit Katalonien und dem Baskenland Zentrum der Industrialisierung Spaniens (vor allem Bergbau und Schwerindustrie). Es gab Kohle in Asturien, Eisen im Baskenland und das Amerika-Textil-Monopol in Barcelona. So  wurde Asturien zu einer der Ursprungsregionen der spanischen Arbeiterbewegung.

### 20. Jahrhundert
Im Oktober 1934 kam es in den Bergbaugebieten Asturiens zu einem Bergarbeiterstreik, der sich zu einer von Kommunisten geführten Erhebung von Teilen der Arbeiterschaft ausweitete, „revolución de octubre“ (Oktoberrevolution) oder „revolución minera“ (Bergarbeiterrevolution) genannt. Die damals von rechten Parteien dominierte Regierung der Republik ließ ihn von den Truppen niederschlagen, die zuerst unter dem Kommando von General Eduardo López Ochoa, dann von General Francisco Franco standen.
Im Spanischen Bürgerkrieg war Asturien ein Zentrum des republikanischen Widerstandes. Es war jedoch geographisch vom Hauptteil der republikanischen Zone isoliert und konnte im Sommer 1937 von Francos Truppen erobert werden.
Ihr heutiges Autonomiestatut erhielt die Region am 11. Januar 1982.

## Politik

### Status
Die Region Asturien hat seit 1982 den Status einer Autonomen Gemeinschaft. Wie in den anderen Autonomen Gemeinschaften auch sind ihre politischen Organe das Parlament (Junta General del Principado de Asturias), der Ministerpräsident (Presidente del Principado de Asturias) und die Regierung (Consejo de Gobierno). Aus historisch-traditionellen Gründen führt die Autonome Gemeinschaft den Namen „Fürstentum Asturien“ (Principado de Asturias). Der spanische Thronfolger, der ebenfalls traditionell den Titel „Fürst von Asturien“ (Príncipe de Asturias) trägt, verfügt aber weder politisch noch rechtlich über eine besondere Stellung in Asturien.

### Parlament

Sitzverteilung im Regionalparlament und Regionalregierungen (seit 1983)

Seit dem Inkrafttreten des Autonomiestatuts im Jahre 1983 haben in der Regel alle vier Jahre Wahlen zum Regionalparlament (Junta General del Principado de Asturias) stattgefunden.
Nachdem die FAC-Minderheitsregierung für den Entwurf des Haushaltes 2012 im Parlament keine Mehrheit gefunden hatte, löste Ministerpräsident Alvárez-Casco das Parlament am 30. Januar 2012 auf und ordnete Neuwahlen für den 25. März 2012 an. Erst am 28. März 2012 wurden die Stimmen der im Ausland lebenden Wahlberechtigten ausgezählt. Unter Einbeziehung dieses Ergebnisses ergab sich, dass das FAC einen Sitz an die PSOE verlieren würde. Das FAC legte dagegen Wahlprüfungsklage ein. Hierauf ordnete das Tribunal Superior de Justicia von Asturien (was etwa einem deutschen Oberverwaltungsgericht entspricht) mit Urteil vom 27. April 2012 die Wiederholung der Wahl der im Wählerregister für den Wahlkreis West eingetragenen Auslandsspanier an. Zudem sollte der sechste Sitz dieses Wahlkreis bis zur Wiederholungswahl unbesetzt bleiben, weshalb sich das neugewählte Parlament am 27. April 2012 mit vorerst nur 44 Abgeordneten konstituierte. Gegen dieses Urteil erhoben die PSOE, IU und der von dem Verlust seines Mandates betroffene Kandidat der PSOE Wahlverfassungsbeschwerde beim spanischen Verfassungsgericht. Das Verfassungsgericht gab der Beschwerde am 11. Mai 2012 statt und hob das Urteil des Tribunal Superior de Justicia auf. Es fand also keine Wiederholungswahl statt.
Die bisherigen Ergebnisse im Einzelnen
| Partei     | 1983 | 1987 | 1991 | 1995 | 1999 | 2003 | 2007 | 2011 | 2012 | 2015 | 2019 |
| ---------- | ---- | ---- | ---- | ---- | ---- | ---- | ---- | ---- | ---- | ---- | ---- |
| PSOE       | 26   | 20   | 21   | 17   | 24   | 22   | 21   | 15   | 17   | 14   | 20   |
| PP         | 14   | 13   | 15   | 21   | 15   | 19   | 20   | 10   | 10   | 11   | 10   |
| Ciudadanos |      |      |      |      |      |      |      |      |      | 3    | 5    |
| Podemos    |      |      |      |      |      |      |      |      |      | 9    | 4    |
| IU-IX      | 5    | 4    | 6    | 6    | 3    | 4    | 4    | 4    | 5    | 5    | 2    |
| FAC        |      |      |      |      |      |      |      | 16   | 12   | 3    | 2    |
| Vox        |      |      |      |      |      |      |      |      |      |      | 2    |
| CDS        |      | 8    | 2    |      |      |      |      |      |      |      |      |
| PAS        |      |      | 1    | 1    |      |      |      |      |      |      |      |
| URAS       |      |      |      |      | 3    |      |      |      |      |      |      |
| UPyD       |      |      |      |      |      |      |      |      | 1    |      |      |
| Total      | 45   | 45   | 45   | 45   | 45   | 45   | 45   | 45   | 45   | 45   | 45   |

### Regierung
Der vom Parlament gewählte Ministerpräsident (Presidente del Principado de Asturias) steht der Regionalregierung (Consejo de Gobierno) vor und benennt ihre Mitglieder. Die Regierungen seit 1983 im Einzelnen:
| Legislatur | Zeitraum  | Ministerpräsident                    | Partei | Bemerkungen          |
| ---------- | --------- | ------------------------------------ | ------ | -------------------- |
| I          | 1983–1987 | Pedro de Silva Cienfuegos-Jovellanos | PSOE   |                      |
| II         | 1987–1991 | Pedro de Silva Cienfuegos-Jovellanos | PSOE   | Minderheitsregierung |
| III        | 1991–1993 | Juan Luis Rodríguez-Vigil Rubio      | PSOE   | Minderheitsregierung |
| III        | 1993–1995 | Antonio Ramón Trevín Lombán          | PSOE   | Minderheitsregierung |
| IV         | 1995–1998 | Sergio Marqués Fernández             | PP     | Minderheitsregierung |
| IV         | 1998–1999 | Sergio Marqués Fernández             | URAS   | Minderheitsregierung |
| V          | 1999–2003 | Vicente Álvarez Areces               | PSOE   |                      |
| VI         | 2003–2007 | Vicente Álvarez Areces               | PSOE   | Koalition PSOE/IU    |
| VII        | 2007–2008 | Vicente Álvarez Areces               | PSOE   | Minderheitsregierung |
| VII        | 2008–2011 | Vicente Álvarez Areces               | PSOE   | Koalition PSOE/IU    |
| VIII       | 2011–2012 | Francisco Alvárez-Cascos Fernández   | FAC    | Minderheitsregierung |
| IX         | 2012–2015 | Javier Fernández Fernández           | PSOE   | Minderheitsregierung |
| X          | 2015–2019 | Javier Fernández Fernández           | PSOE   |                      |
| XI         | 2019–     | Adrián Barbón                        | PSOE   |                      |

## Politische Gliederung

### Comarcas
Asturien gliedert sich administrativ in 78 Conceyos (dt. Räte, Städte und Gemeinden nach dem Muster der Municipios im übrigen Spanien), die nach dem Autonomiestatut zu Comarcas (entspricht in etwa Regierungsbezirken oder Landkreisen) zusammengefasst werden können, was aber bisher nicht vollständig geschehen ist. Vom Standpunkt der Judikative aus gesehen sind die 78 Concejos in 18 Gerichtsbezirke unterteilt.

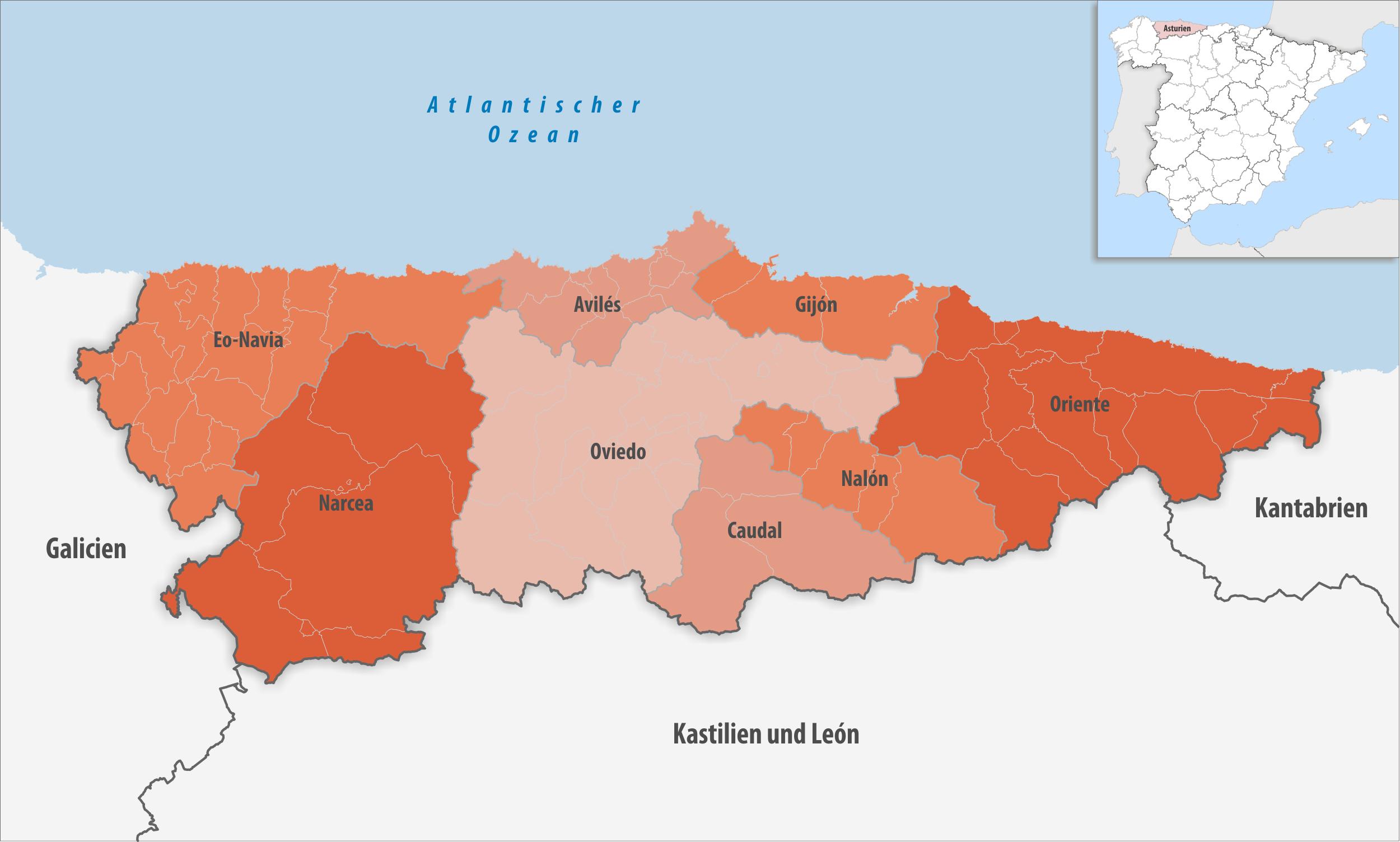
Comarcas in der autonomen Gemeinschaft Asturien

| Comarca          | Gemeinden | Einwohner (2024) | Fläche km² | Dichte Einw./km² | Hauptort          |
| ---------------- | --------- | ---------------- | ---------- | ---------------- | ----------------- |
| Avilés           | 10        | 144.885          | 554,57     | 261              | Avilés            |
| Caudal           | 3         | 56.403           | 840,36     | 67               | Mieres            |
| Eo-Navia         | 17        | 42.449           | 1.644,91   | 26               | Navia             |
| Gijón            | 3         | 294.159          | 526,77     | 558              | Gijón             |
| Nalón            | 5         | 68.243           | 645,69     | 106              | Langreo           |
| Narcea           | 5         | 23.598           | 2.124,35   | 11               | Cangas del Narcea |
| Oriente          | 14        | 48.180           | 1.929,26   | 25               | Llanes            |
| Oviedo           | 21        | 330.111          | 2.339,57   | 141              | Oviedo            |
| Provinz Asturien | 78        | 1.008.028        | 10.605,68  | 95               | Oviedo            |

### Gerichtsbezirke

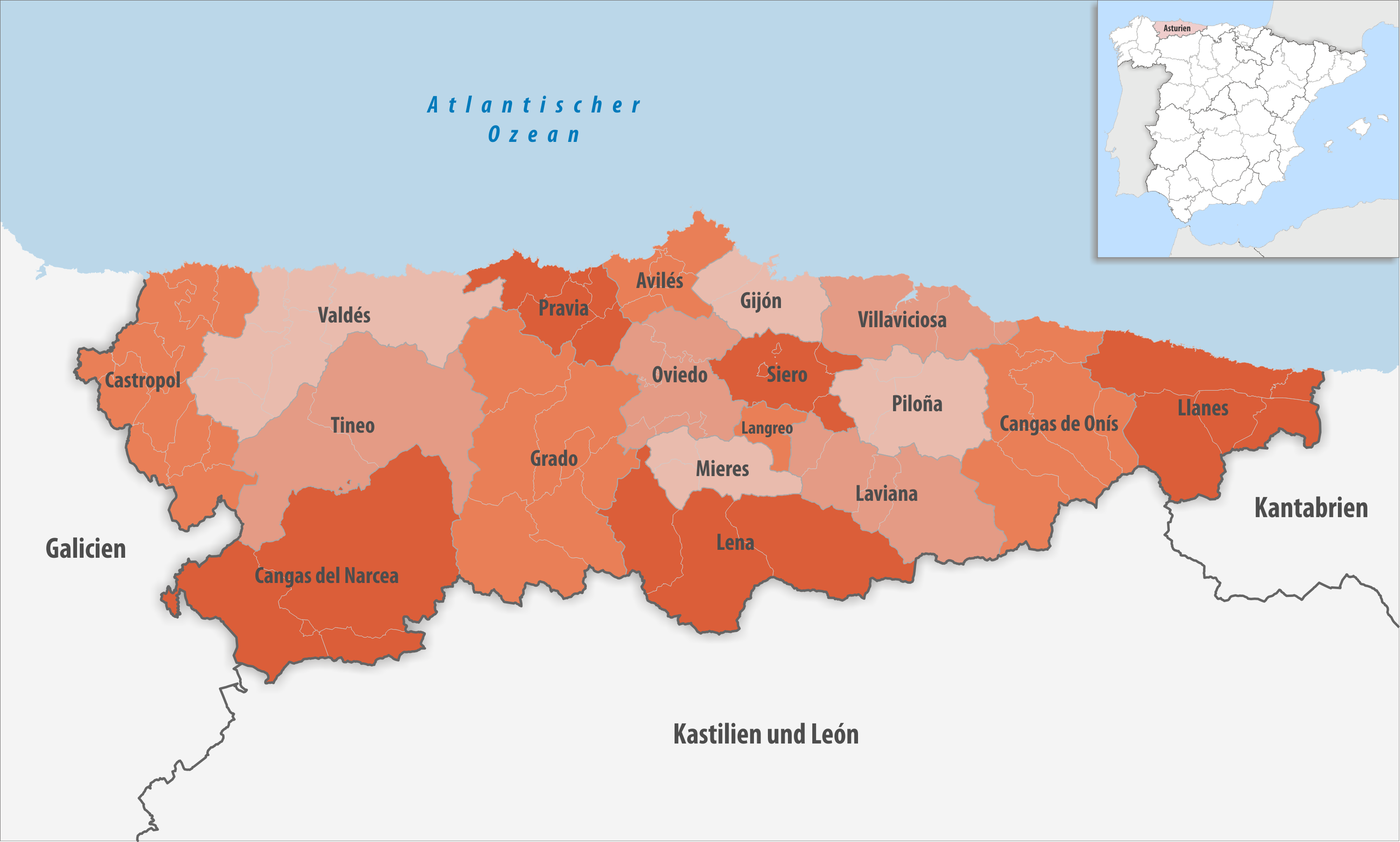
Gerichtsbezirke in der autonomen Gemeinschaft Asturien

| Gerichtsbezirk    | Gemeinden | Einwohner (2024) | Fläche km² | Dichte Einw./km² | Hauptquartier     |
| ----------------- | --------- | ---------------- | ---------- | ---------------- | ----------------- |
| Avilés            | 5         | 124.551          | 235,43     | 529              | Avilés            |
| Cangas del Narcea | 3         | 13.299           | 1.244,15   | 11               | Cangas del Narcea |
| Cangas de Onís    | 6         | 18.931           | 820,07     | 23               | Cangas de Onís    |
| Castropol         | 11        | 17.386           | 807,28     | 22               | Castropol         |
| Gijón             | 2         | 278.817          | 250,54     | 1.113            | Gijón             |
| Grado             | 7         | 19.296           | 1.226,69   | 16               | Grado             |
| Langreo           | 1         | 38.282           | 83,54      | 458              | Langreo           |
| Laviana           | 4         | 29.961           | 562,15     | 53               | Laviana           |
| Lena              | 3         | 21.431           | 897,73     | 24               | Lena              |
| Llanes            | 5         | 18.856           | 713,58     | 26               | Llanes            |
| Mieres            | 3         | 40.381           | 242,58     | 166              | Mieres            |
| Oviedo            | 5         | 238.497          | 403,77     | 591              | Oviedo            |
| Piloña            | 3         | 13.053           | 419,04     | 31               | Piloña            |
| Pravia            | 5         | 20.334           | 319,14     | 64               | Pravia            |
| Siero             | 4         | 60.609           | 275,24     | 220              | Siero             |
| Tineo             | 2         | 10.299           | 880,20     | 12               | Tineo             |
| Valdés            | 6         | 25.063           | 837,63     | 30               | Valdés            |
| Villaviciosa      | 3         | 18.982           | 387,05     | 49               | Utrera            |
| Provinz Asturien  | 78        | 1.008.028        | 10.605,68  | 95               | Oviedo            |

## Wirtschaft
Asturien ist eine der Industrieregionen Spaniens, insbesondere aufgrund des vorherrschenden Bergbaus und der Schwerindustrie. Da diese Branchen eher zu den schrumpfenden gehören, befindet sich Asturien seit den 1970er Jahren in einem Strukturwandel. In den letzten vier Jahrzehnten lag die Wirtschaftswachstumsrate Asturiens hinter der anderer spanischer Gebiete zurück.
Die Landwirtschaft spielt in Asturien eine größere Rolle, da aufgrund des feuchten Klimas und mäßiger Temperaturen Agrarprodukte produziert werden können, die in anderen Regionen Spaniens nur mit höherem Aufwand angebaut werden können. Daneben gibt es (hauptsächlich inländischen) Tourismus.
Das Bruttoinlandsprodukt der Region erreichte im Jahr 2015 gemessen in Kaufkraftstandards 79 % des Durchschnitts der Europäischen Union (EU-28). Mit einem Wert von 0,882 erreicht Asturien Platz 8 unter den 17 autonomen Gemeinschaften Spaniens im Index der menschlichen Entwicklung.

### Industrie
Die traditionell vorherrschenden Industriezweige Asturiens waren Steinkohlen- und Erzbergbau. Da die weitere Förderung von Rohstoffen mit mehr Aufwand verbunden ist und die geförderten Rohstoffe aufgrund von billiger Konkurrenz aus dem Ausland unrentabler geworden sind, nimmt der Bergbau seit den 1990er Jahren kontinuierlich ab. Zwischen Gijón und Avilés gibt es Schwerindustrie, wobei die Betriebe nicht zuletzt als Folge des rückläufigen Bergbaus von einer Schließungswelle betroffen sind.
Die Regionalregierung versucht, durch die gezielte Ansiedlung moderner Unternehmen eine Wirtschaftskrise abzuwenden, wodurch eine abnehmende Zahl von Arbeitsplätzen allerdings nicht aufzuhalten ist. Gerade ehemalige Bergleute haben große Schwierigkeiten, in der Region wieder Arbeit zu finden. Die Medien berichten von einer realen Arbeitslosenquote zwischen 30 % und 40 %.

### Landwirtschaft

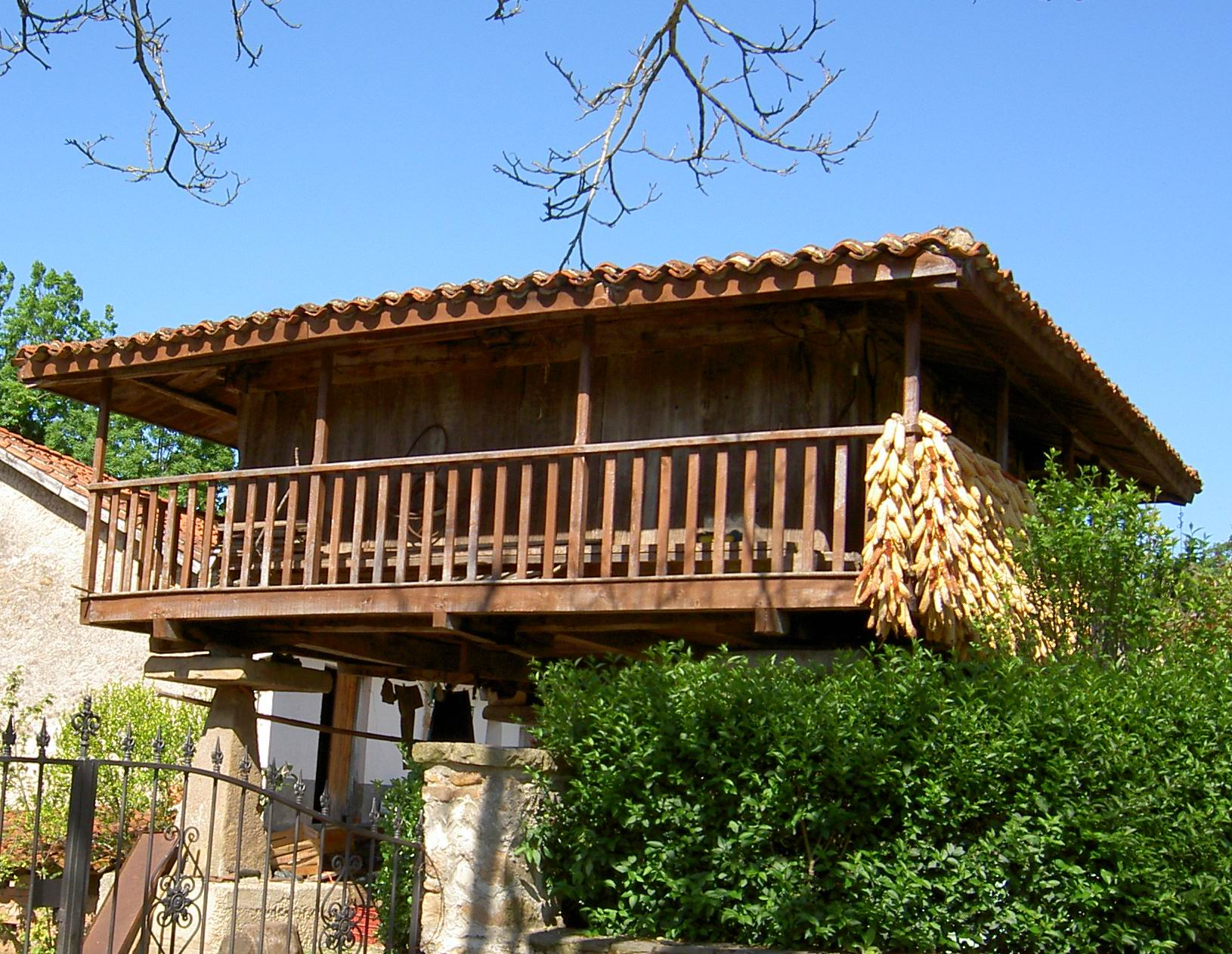
Hórreo

Asturien ist die Milchkammer Spaniens; von der Küste bis zu den Picos de Europa werden vor allem Milchkühe gehalten. Ein durchschnittlicher Milchviehbetrieb hat 10 bis 15 Milchkühe, Großbetriebe sind in dem hügeligen und kleinstrukturierten Gebieten selten. Ackerbau wird vornehmlich als Maisanbau zur Silierung und Winterfütterung der Kühe betrieben. Getreideanbau findet kaum statt, ebenso wenig gibt es nennenswerten Weinbau. Eine Spezialität Asturiens ist der Sidra, ein preisgünstiger Apfelwein.
In Asturien finden sich überall noch traditionelle quadratische Hórreos, das sind Getreide-, Obst- und Kartoffelspeicher, die zum Schutz gegen Nagetiere auf Pfählen stehen. Die meisten Hórreos sind aus Holz gebaut. Im Westen Asturiens gibt es allerdings auch längliche Speicher aus Steinmaterialien.
Der Wald besteht heute zum Großteil aus Eukalyptus-Monokulturen. Das schnellwachsende und hochwertige Holz hat den Nachteil, dass der Waldboden ausgelaugt wird. Zudem steigt bei dem stark ölhaltigen Eukalyptusholz die Gefahr von Waldbränden sehr stark.

## Sport

### Fußball
Mit dem Sporting Gijón spielt ein asturischer Verein in der Segunda División, der zweithöchsten Spielklasse im spanischen Fußball. Ein weiterer bekannter Klub ist Real Oviedo, das 38 Spielzeiten in der Primera División absolvierte und derzeit ebenfalls in der Segunda División, Spaniens zweithöchster Spielklasse, aktiv ist.

### Motorsport
Der zweifache Formel-1-Weltmeister Fernando Alonso stammt aus Asturien.

## Flughafen
Der Flughafen Asturias ist der einzige internationale Flughafen der Region.

## Bilderauswahl

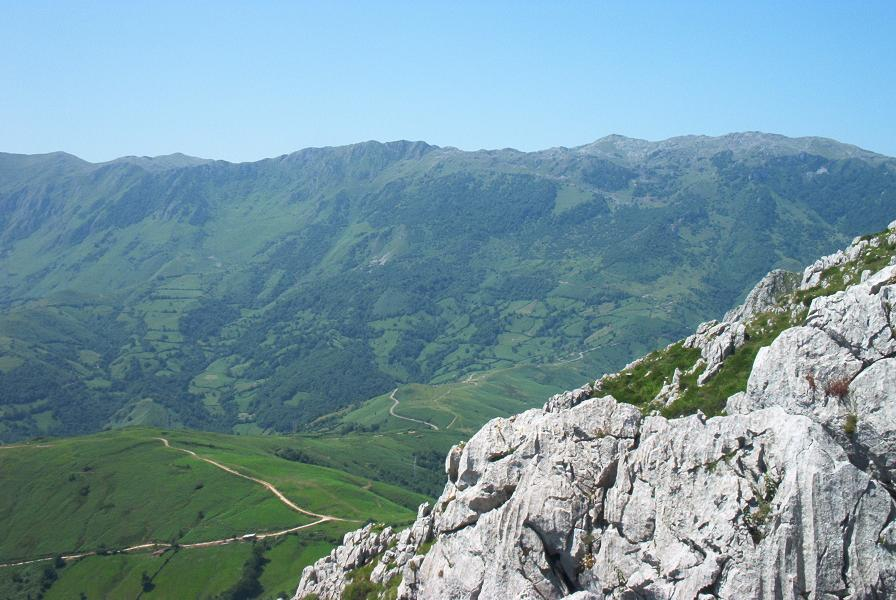
Blick auf L'Angliru aus Richtung Monsacro
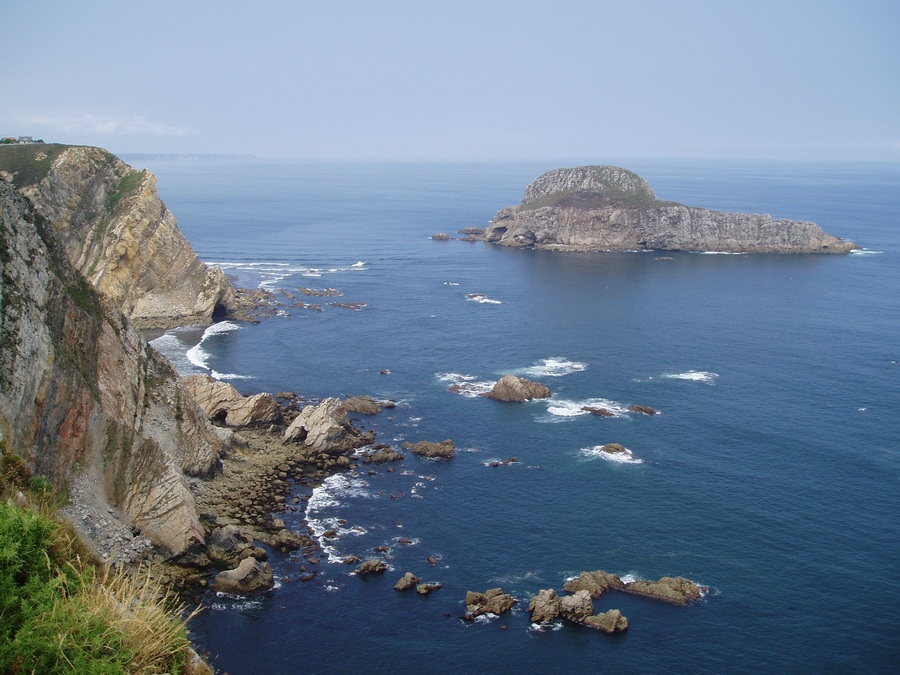
Isla de Deva
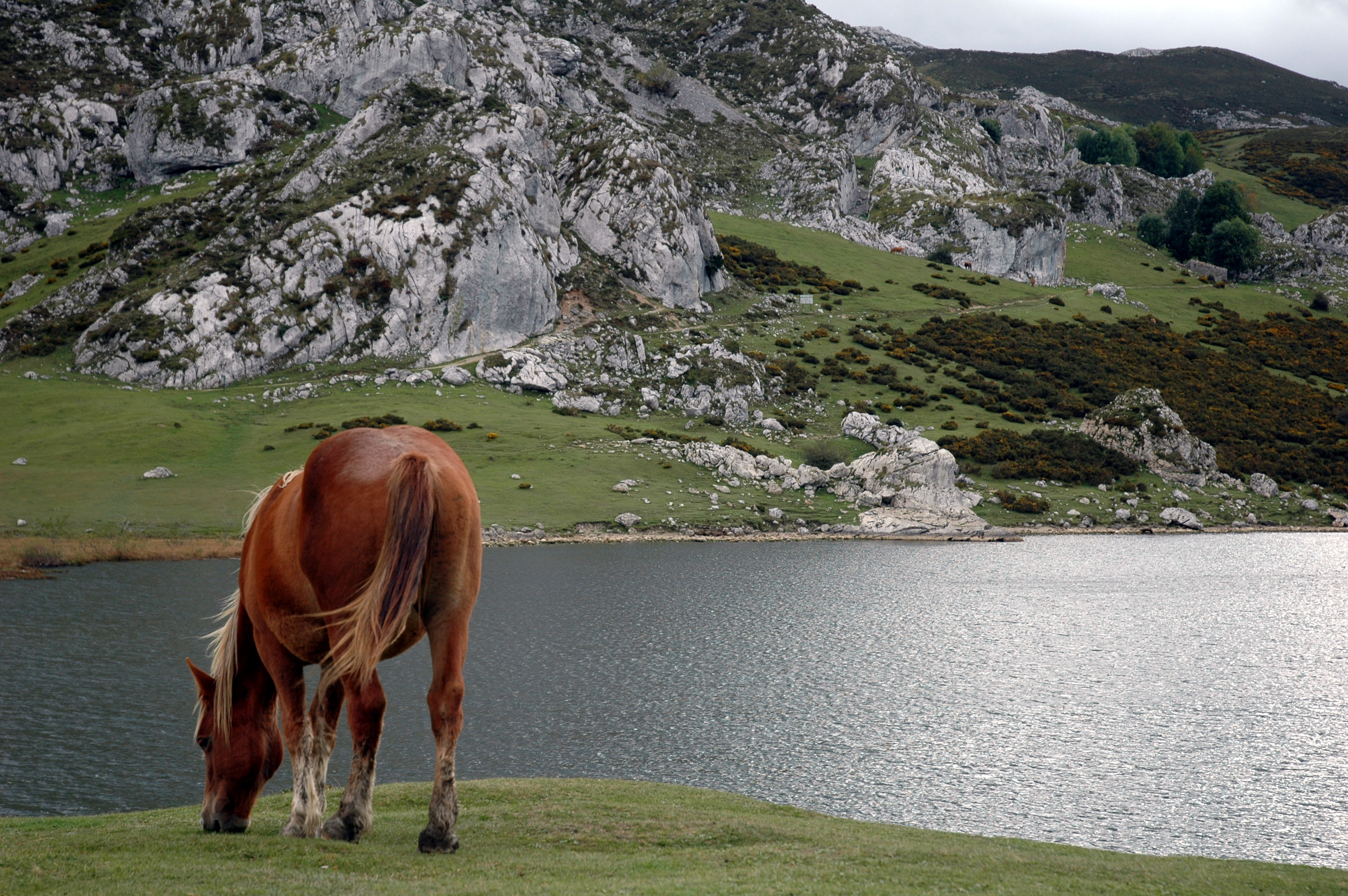
Ercina-See
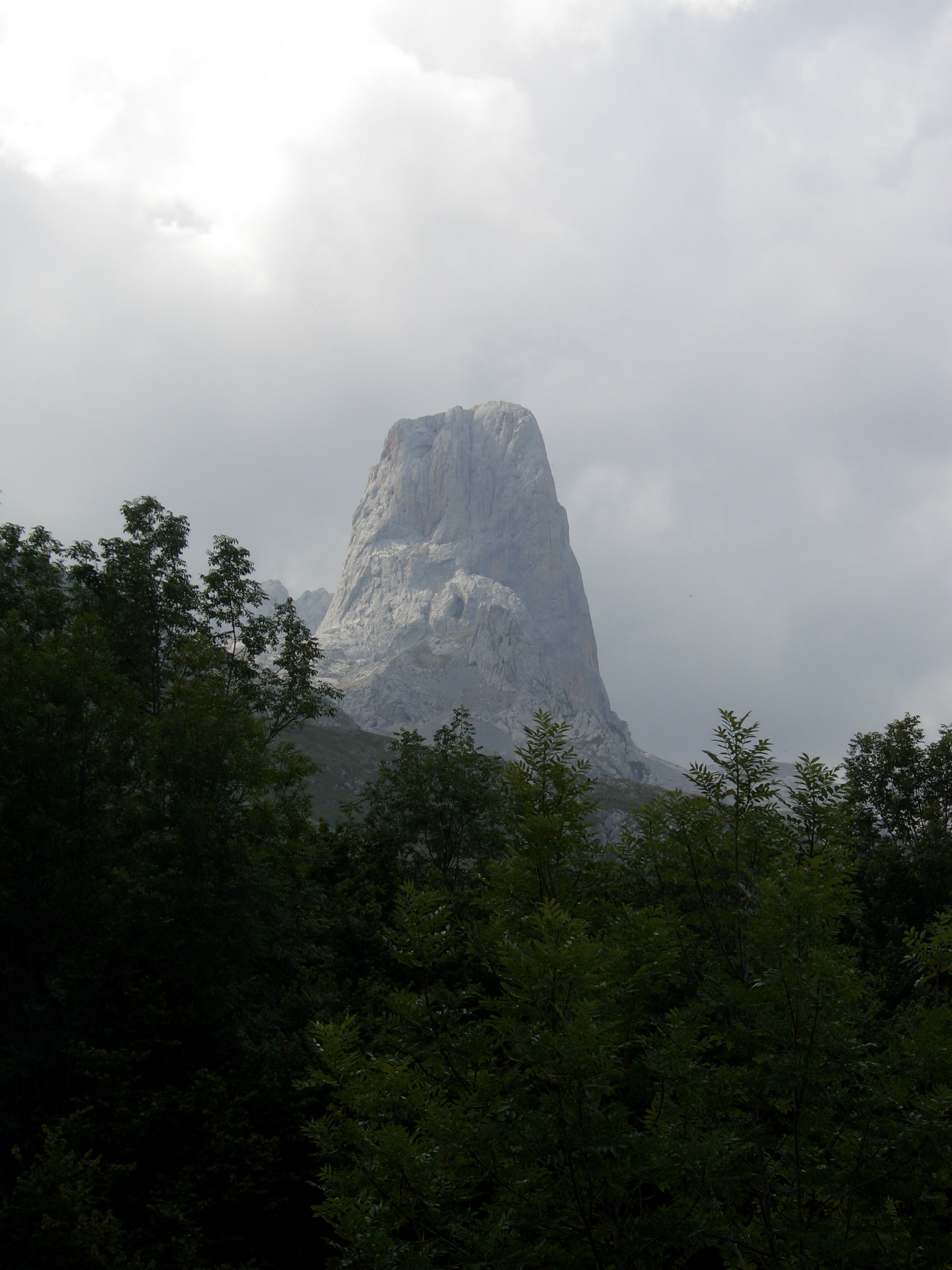
Naranjo de Bulnes
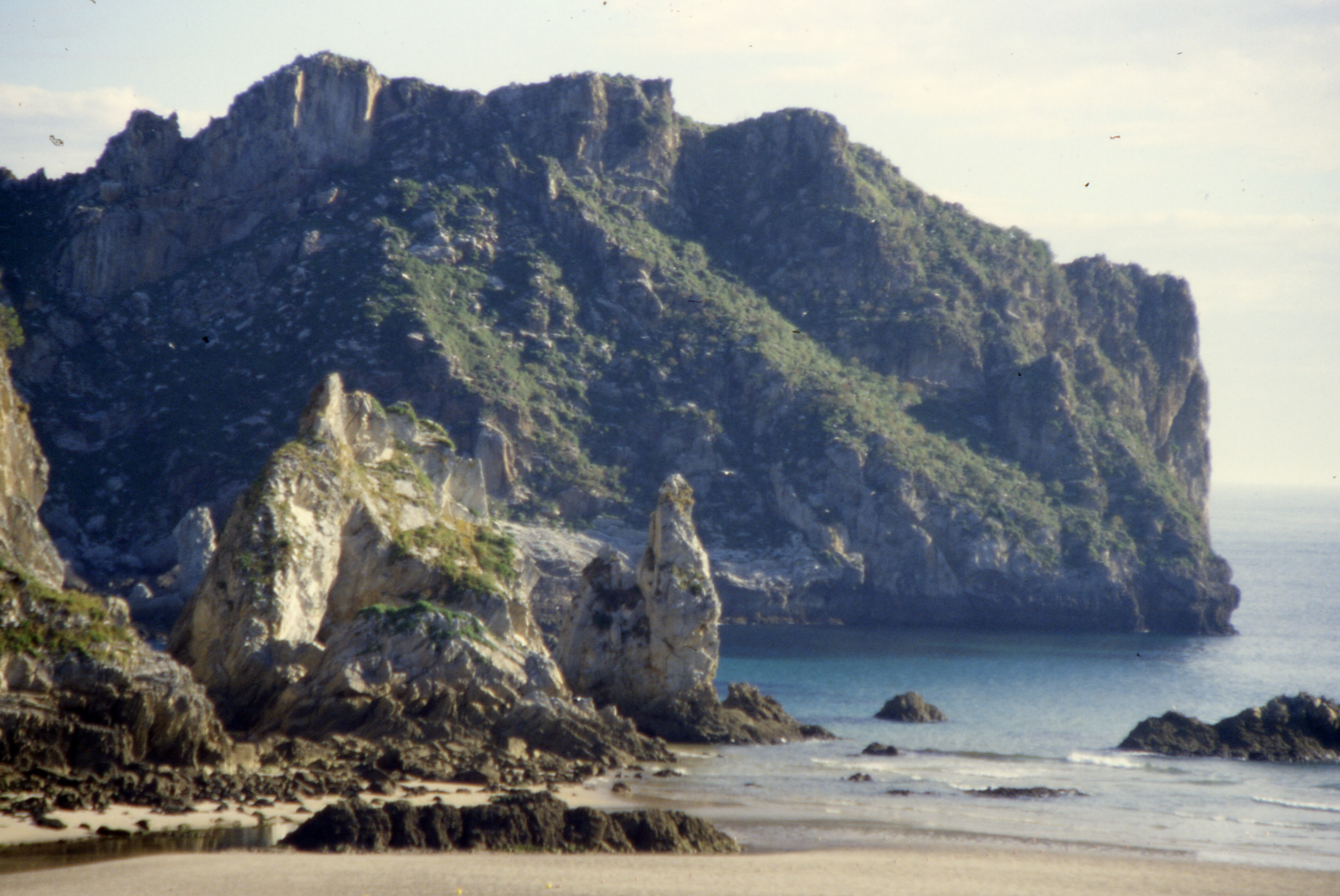
Felsformation bei Ribadedeva

## Belege
1. ↑  Instituto Nacional de Estadística Offizielle Einwohnerzahlen der spanischen Gemeinden
2. ↑  Holm-Detlev Köhler: Industriekultur und Raumbewusstsein in Asturien/Spanien. In: Klaus Tenfelde (Hrsg.): Raumbildung als mentaler Prozess. Schwerindustrielle Ballungsregionen im Vergleich Klartext-Verlag, Essen 2008, ISBN 978-3-89861-985-1, S. 77–97.
3. ↑  El Constitucional devuelve al PSOE el escaño en liza en Asturias. In: elmundo.com. 11. Mai 2012, abgerufen am 21. August 2021 (spanisch).
4. ↑  Nach parteiinternem Streit waren der Ministerpräsident Marqués Fernández und vier weitere Abgeordnete der PP im Oktober 1998 aus deren Fraktion ausgeschieden und hatten kurz später die Unión Renovadora Asturiana gegründet. Marqués Fernández besetzte die Regierungsposten mit seinen Gefolgsleuten und blieb bis zur Wahl 1999 im Amt, da ein konstruktives Misstrauensvotum nicht zustande kam.
5. ↑  ine.es (PDF) Instituto Nacional de Estadistica
6. ↑  Sub-national HDI - Area Database - Global Data Lab. Abgerufen am 12. August 2018 (englisch).

Koordinaten: 43° 18′ N, 5° 58′ W